# M-15 (航空機)
PZL M-15 ベルフェゴル
ハンガリーのソルノク郊外の高速道路脇で展示されているM-15
（現役時の登録番号は CCCP-15187）
- 用途：農業機
- 設計者：Riacha A.Izmaylov / M.Eng
- 製造者：PZL
- 運用者：アエロフロート
- 初飛行：

1973年5月20日 ※1次試作機
1974年1月9日 ※2次試作機
- 生産数：175機[4][6]
- 生産開始：1975年[7]
- 運用開始：1976年
- 退役：1983年[5]
- 運用状況：全機退役

M-15 ベルフェゴル（ポーランド語：M-15 Belphegor,エム・ピェントナーシチェ・ベルフェーゴル）は、ポーランドで開発された農業用飛行機で、極めて珍しい複葉のジェット機である。

## 概要
M-15は、ソビエトのコルホーズやソフホーズなどの大面積の農場で用いられる農業用飛行機として、ポーランドのPZL社で設計された、ジェット推進式の小型飛行機である。
試作機は1973年に初飛行し、続いて1974年には量産原型機が初飛行し、1976年から量産が開始された。ジェットエンジン機でありながら複葉機で双テイルブーム式という奇妙な形状、更に、小型機ながらジェットエンジンにより大きな騒音を発生させることから、“ベルフェゴル”（悪魔の名）というあだ名がつけられた。
しかし、元来は飛行安定性の高い複葉機であるにもかかわらず、飛行安定性、特に横方向の安定が悪く、積載状態での操縦性に問題があった。構造上の問題から各部を強化した結果重い機体となり、長い離着陸距離が必要になったため、整備されていない飛行場（場合によっては非舗装の草原に離着陸することが求められる）で運用されることが前提の農業機としては不向きな機体となった。
更に、オイルショックにより石油価格が高騰すると、運用コストが当初の予定を超過したものになり、高価な新型機を導入する必要性は失われていた。運用に必要な経費が高すぎると判断されたことから、1983年には運用停止が決定され、全機が退役した。
なお、使用目的には適合しなかったものの、本機の最大発揮速度200㎞／hという数字はターボファン方式のジェットエンジン機としては異例の低速であり、一般には本機が「世界最低速のジェット機」「世界で最も遅いジェット機」であるとされている。

## 開発
1960年代に入り、ジェットエンジンを用いた航空機が一般的になってくると、少なくとも国家業務に使用される航空機は総てターボジェット／ターボファンエンジン、ならびにターボプロップエンジンとして使用燃料をジェット燃料に統一し、燃料供給の安定と運用コストの低下を図るべきである、という構想が、ソビエトが主導する東欧の社会主義圏にて立案された。また、ソビエトにおいて「食料供給の安定化と自給率の向上を図るためには更なる農業の大規模化と生産効率の向上が急務である」とされたことも、高性能な農業用航空機の開発を促すことにもなった。これらの構想を実現するため、当時社会主義圏で農業機として広く使用されていたレシプロエンジン式複葉輸送機であるAn-2を更新するものとして、ジェットエンジンを搭載した農業機の開発計画が立ち上げられた。
当初はソビエト連邦の各航空機設計局に設計案の提出が求められたものの、An-2の設計／製造元であるアントノフ設計局（現：O・K・アントーノウ記念航空科学技術複合体）を始め、各設計局とも完全な新設計機の開発には懐疑的で、An-2を筆頭とした既存のレシプロエンジン機をターボプロップエンジンに換装した機体を製造すればよい、との見解を示しており、軍部からも「航空機の開発・生産は軍需が優先されるべきである」との見解が示されていたため、「社会主義国家の工業的相互連携を深めるため」との名目で、ソビエト以外の社会主義国に「共同開発」の形で発注することが計画された。
当時、PZL社ではAn-2のライセンス生産を行うとともに、農業機型であるAn-2Rなどの独自改良型の開発・生産も手がけており、原産国のソ連にも逆輸出していたことから、An-2の後継機の供給を担当することとなり、当機の開発が行われることとなった。

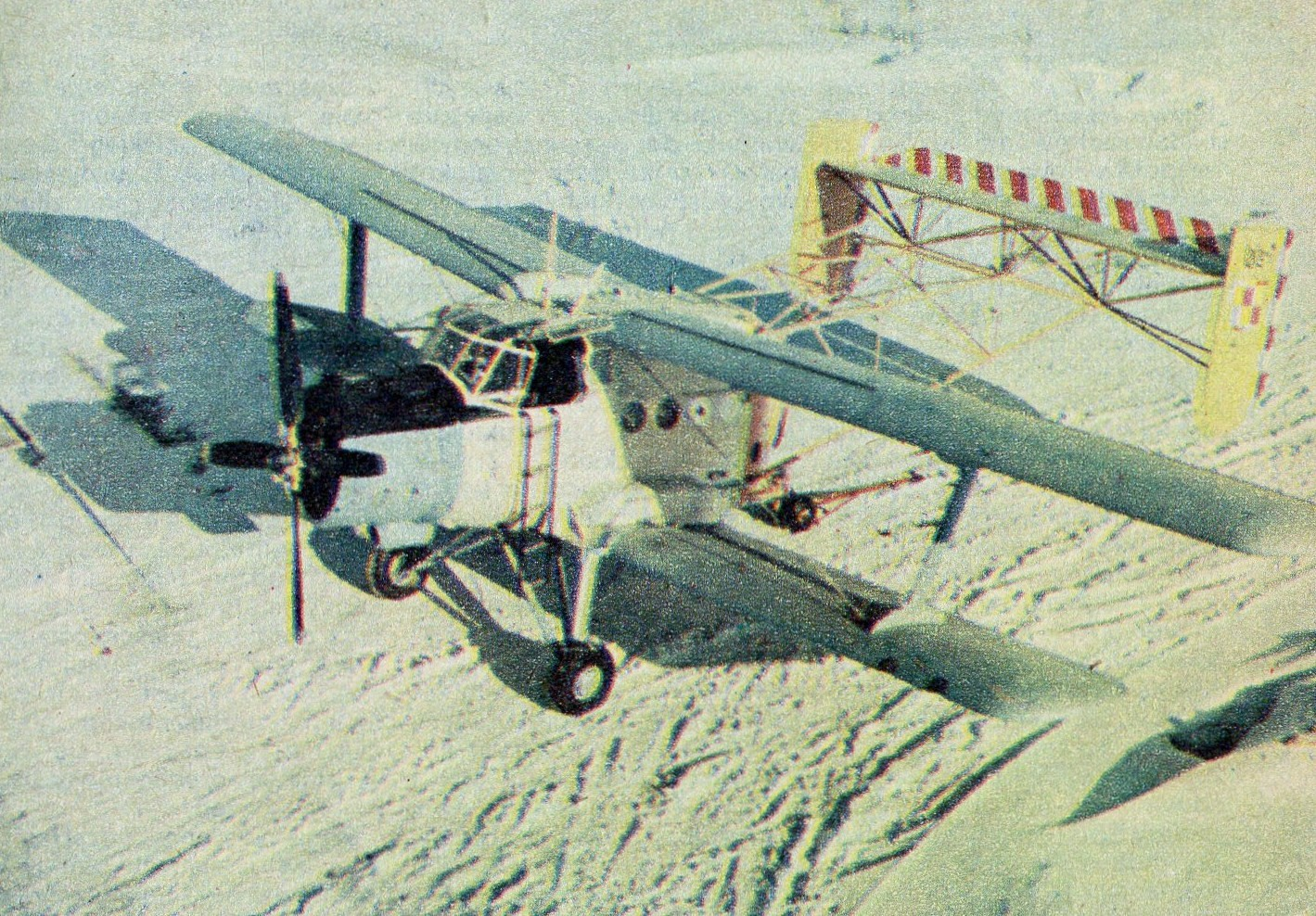
M-15開発のための実験であるLala-1

この「低速の農業用複葉機にジェットエンジンを適用することにより効率化を図る」計画に従い、"I-711"の指定名が与えられた設計のための実験機として、ワルシャワ航空研究所でAn-2の主翼と前部胴体を流用した実験機、Lala-1（ポーランド語: Latające Laboratorium 1）が1972年に試作された。同機は同年2月10日に初飛行し、この実績を元に、An-14の主翼と降着装置を流用して製作された1次試作機、LLM-15( Latające Laboratorium M-15)（Lala-2とも）が1973年5月20日に初飛行し、翌1974年1月9日には完全な新規設計に基づく2次試作機が初飛行し、各種の技術・運用試験が行われた。試験の結果を元に、実用試験機として1974年から1975年にかけて8機の試作機が製造され、1976年には量産原型機として更に3機が追加製造された。計11機が製造された試作機の実績に基づき、1975年夏にはソビエト連邦における耐空証明が、1978年3月には型式証明が発行された。

## 生産・運用
M-15は1976年から本格量産が開始され、同年のパリ航空ショーにも出展された。
ソビエト連邦ではアエロフロートにより運用されたが、1973年、次いで1979年の第1次／第2次オイルショックによる石油価格の高騰により、燃料費に起因する予算の不足から飛行時間が制限される状況となった。ジェットエンジンでは農業機の巡航速度である低速での効率の悪さはいかんともしがたく、オイルショック以後の高騰した石油価格では運用コストが計画立案時の想定を遥かに超えるものとなってしまい、「低速の農業用複葉機にジェットエンジンを適用することにより効率化を図る」計画の存在意義が揺らぐ事態となっていた。
機体そのものに関しても、本来は飛行安定性の高い複葉機であるにもかかわらず、上下翼間の左右に散布物タンク（容量 1,450リットルｘ2）を設けたため、飛行安定性、特に横方向の安定が悪く、積載状態での操縦性に難があった。ジェットエンジンはレシプロエンジンに比べてスロットルレスポンス（操作応答速度）が悪いため、低速飛行が基本の本機の用途では速度調整が難しく、危険が大きかった。複雑な機体構成で低空で小回りを要求される飛行を行うには、各部により大きな構造強度を必要としたため、設計当初の予想よりも全体の重量が増加し、結果として発揮できる最低速度の下限に影響が出た。
これらの問題から、本機が導入されて使用されたのはソビエト連邦のみにとどまり、250機が発注されたものの、製造コストが当初の予定よりも大幅に増加したことによって価格が高騰したため、ソビエト側が予算の問題から調達に難色を示し、1979年には導入の打ち切りが決定されてそれ以降の生産が中止され、1981年までに175機が生産されたのみに終わった。生産された機体のうち、実際にソビエト側に引き渡されたものは155機にとどまっており、残りの20機については生産されたものの引き渡されることなく一度も飛行しないままスクラップとして処分された。

## 諸元
- 全長：12.72 m
- 全幅：22.33 m
- 全高：5.34 m
- 翼面積：67.9 m2
- 重量

空虚重量：3,270 kg
最大離陸重量：5,570 kg
- 翼面荷重：48kg/m2
- エンジン

イーフチェンコ AI-25 ターボファンエンジン 1基（出力：14.7 kN）
- 速度

最大速度：200 km/h
巡航速度:175 ㎞/h
失速速度：110 km/h
- 航続距離：480 km
- 最大運用高度：4,500 m
- 上昇率：270 m/min
- 搭載能力

液体 2,900 リットル もしくは 粉体 2,200 kg
散布能力：25 リットル/秒　噴霧幅 40 m
- 乗員 1名

（この他同乗者2名が搭乗可能）

## ギャラリー

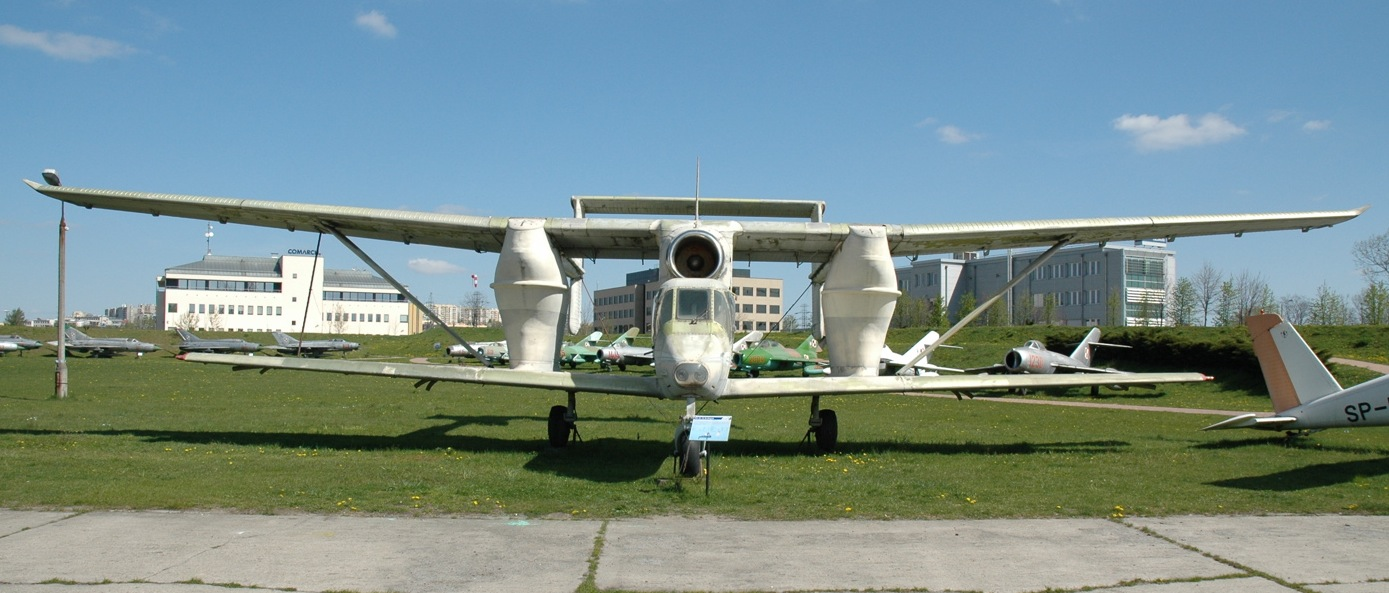
正面より 左右の上下翼支持部分は散布物用のタンクになっている
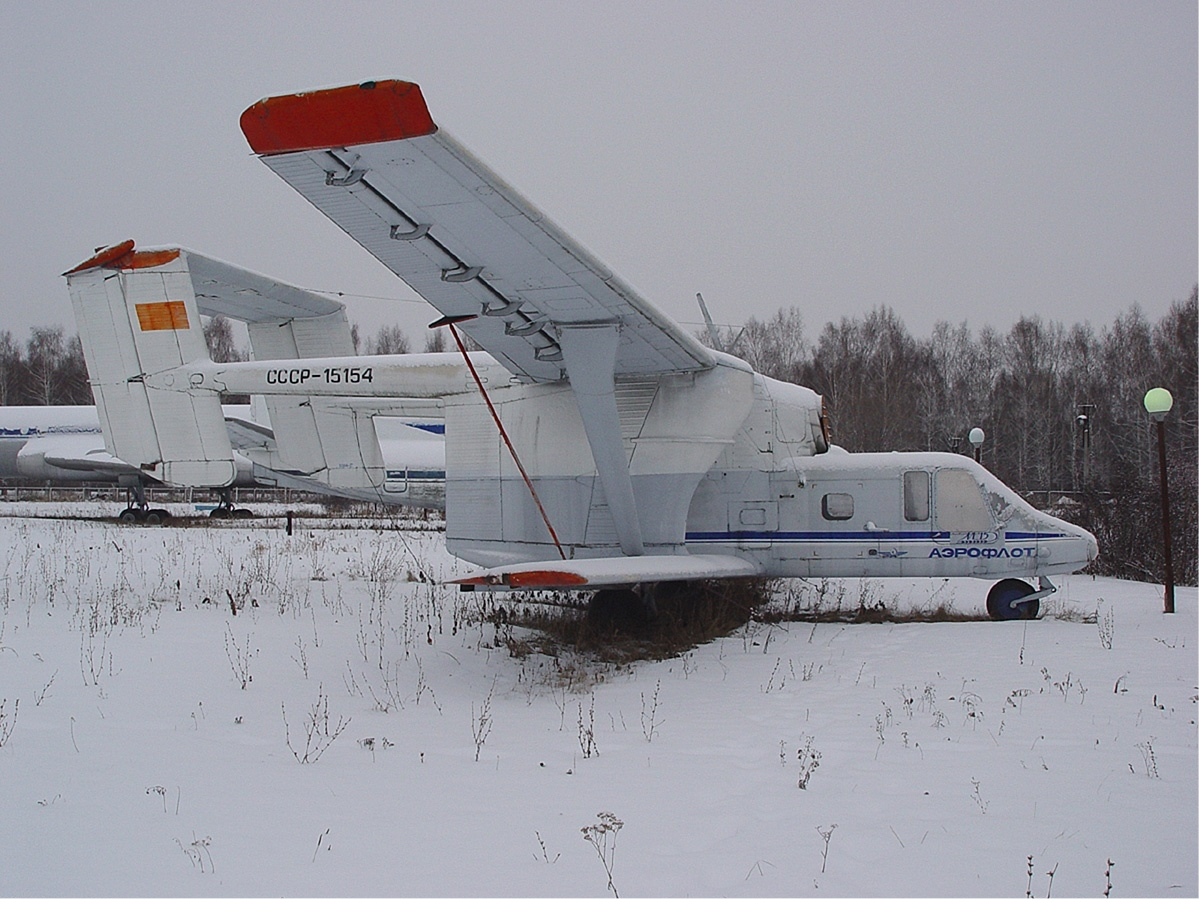
側面より
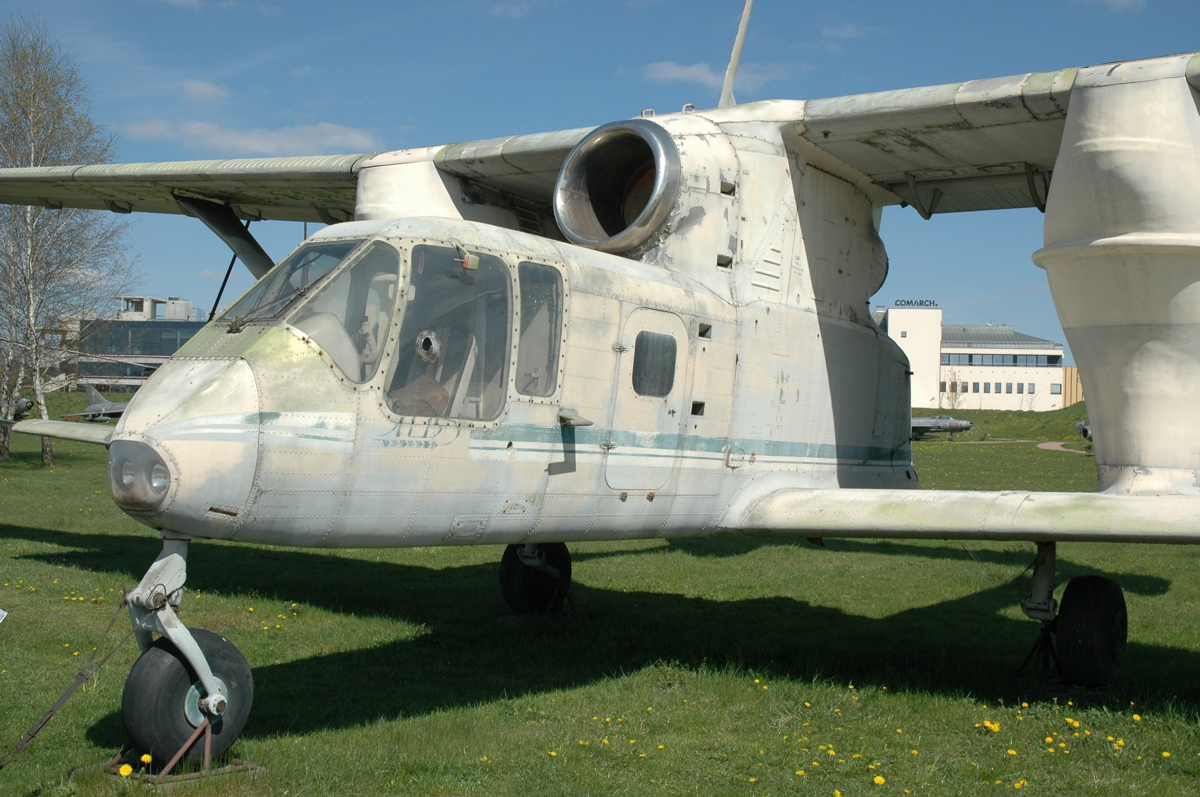
中央の胴体部
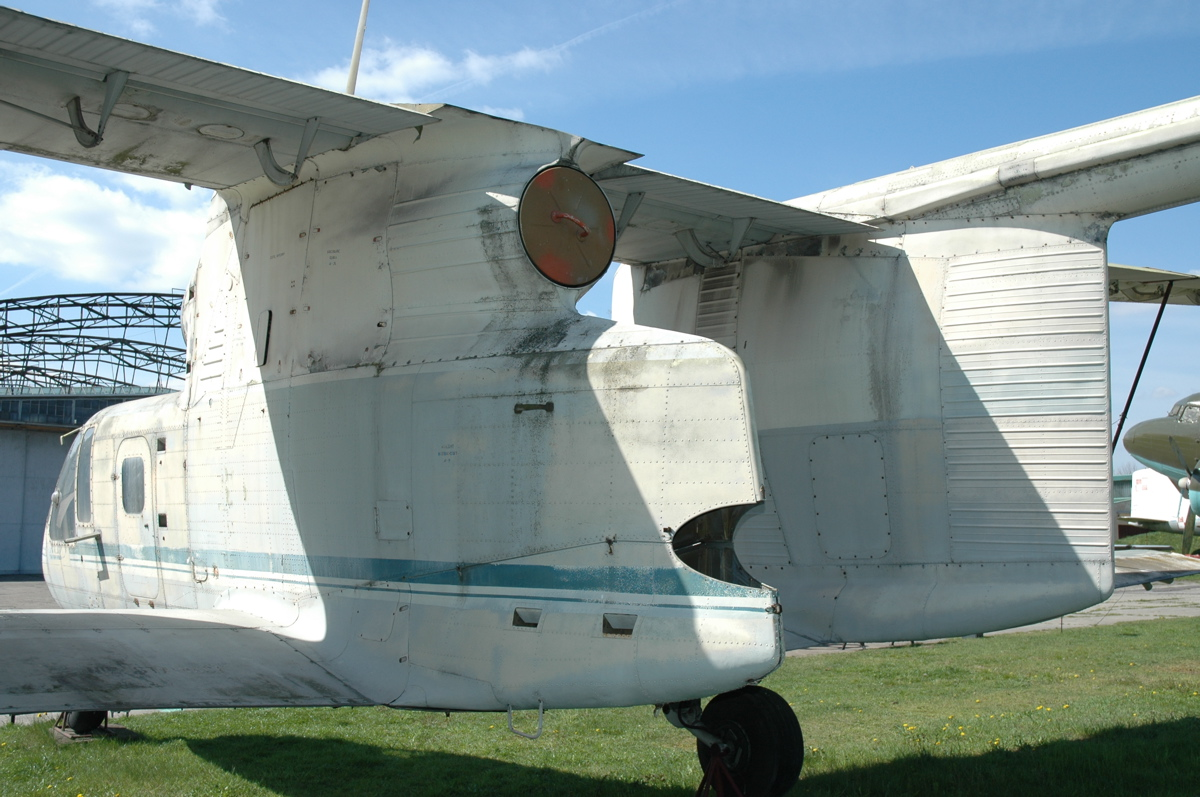
胴体部後方より